# Беломестных, Владимир Корнилович
Владимир Корнилович Беломестных (1913—2009) — лейтенант Советской Армии, участник Великой Отечественной войны, Герой Советского Союза (1943).

## Биография
Владимир Беломестных родился 14 (по новому стилю — 27) июля 1913 года в селе Баргадай (ныне — Зиминский район Иркутской области) в семье крестьянина. Окончил Ново-Удинскую семилетнюю школу, а в 1935 году — горно-промышленный техникум в Чите, после чего работал старшим горным мастером на руднике имени Кирова прииска «Соловьёвский» в Тындинском районе Амурской области. В 1936—1939 годах проходил службу в Рабоче-крестьянской Красной Армии на Дальнем Востоке. После демобилизации продолжил работать на руднике. В 1940 году вступил в ВКП(б). В июне 1941 года был повторно призван в армию. Первоначально служил в Забайкальской дивизии войск НКВД СССР вблизи советско-маньчжурской границы.
С ноября 1942 года — на фронтах Великой Отечественной войны. Участвовал в Курской битве. За зиму 1943 года, находясь в обороне на Севском направлении, отдельный сапёрный батальон, в составе которого находилась и группа минёров под командованием сержанта Владимира Беломестных, установил более чем 40 тысяч мин. Сам Беломестных неоднократно с риском для собственной жизни производил минирование участков прифронтовой полосы на близком расстоянии от позиций немецких войск, за что был награждён медалью «За отвагу».
Участвовал в Черниговско-Припятской операции. В сентябре 1943 года дивизия Беломестных перешла в наступление. К югу от Гомеля группа бойцов, которой руководил Беломестных, перешла линию фронта. Идя к цели, группа минировала дороги, а, достигнув пункта назначения, взорвала мост на притоке Десны. Когда к реке вышли подразделения 106-й стрелковой дивизии, Беломестных получил задание подготовить за ночь переправу. Взяв с собой двух бойцов, он скрытно переправился с ними через реку. Овладев с боем штурмовым наплавным мостом, они повели его на буксире обратно на свою сторону. Двое бойцов, бывших вместе с Беломестных, были убиты, но сам он уцелел и смог доставить штурмовой мост в дивизию. За это в октябре 1943 года он был награждён орденом Красной Звезды.
К октябрю 1943 года старшина Владимир Беломестных командовал отделением 12-го отдельного сапёрного батальона 106-й стрелковой дивизии 65-й армии Центрального фронта. Особо отличился во время битвы за Днепр.
15 октября 1943 года Беломестных первым из группы десантников достиг правого берега Днепра в районе посёлка Лоев Гомельской области Белорусской ССР. В течение двадцати часов он переправлял через реку на захваченный плацдарм бойцов, несмотря на огонь противника. Он совершил 12 рейсов, перевезя в общей сложности 185 человек с оружием и боеприпасами. Когда повреждённая лодка затонула, он принял участие в боях на плацдарме. Группе Беломестных удалось захватить станковый пулемёт и две пушки. На отвоёванном плацдарме Беломестных водрузил флаг с надписью: «Днепр наш!».
Указом Президиума Верховного Совета СССР от 30 октября 1943 года за «образцовое выполнение боевых заданий командования на фронте борьбы с немецко-фашистскими захватчиками и проявленные при этом мужество и героизм» старшина Владимир Беломестных был удостоен высокого звания Героя Советского Союза с вручением ордена Ленина и медали «Золотая Звезда» за номером 1613.
В 1944 году Беломестных окончил Ленинградское военно-политическое училище. Участвовал в освобождении Венгрии в составе 3-го Украинского фронта. В январе 1945 года Беломестных получил тяжёлое ранение и контузию, обморозил ноги и едва избежал газовой гангрены. Конец войны он встретил в Австрии.
Участвовал в Параде Победы на Красной площади. В 1946 году в звании лейтенанта был уволен в запас. Проживал и работал в селе Соловьёвск Тындинского района Амурской области. Был начальником старательского сектора, заместителем главного инженера по технике безопасности, руководителем драги № 67 прииска «Соловьёвский», затем уехал в Якутию, где до 1963 года был директором предприятия по добыче слюды в посёлке Канкунский.
Уйдя на пенсию, Беломестных переехал в посёлок Дагомыс Лазаревского района города Сочи Краснодарского края. После окончания курсов журналистов в 1965—1990 годах работал экскурсоводом в местном бюро путешествий и экскурсий. Выступал в школах и на предприятиях. Умер 8 августа 2009 года, похоронен на кладбище в посёлке Дагомыс.
Был также награждён орденом Отечественной войны 1-й степени и рядом медалей. Стал почётным гражданином Лазаревского района города Сочи.